# Tipula (Acutipula) bubiana
Tipula (Acutipula) bubiana is een tweevleugelige uit de familie langpootmuggen (Tipulidae). De soort komt voor in het Afrotropisch gebied.